# Az Európai Parlament elnökeinek listája

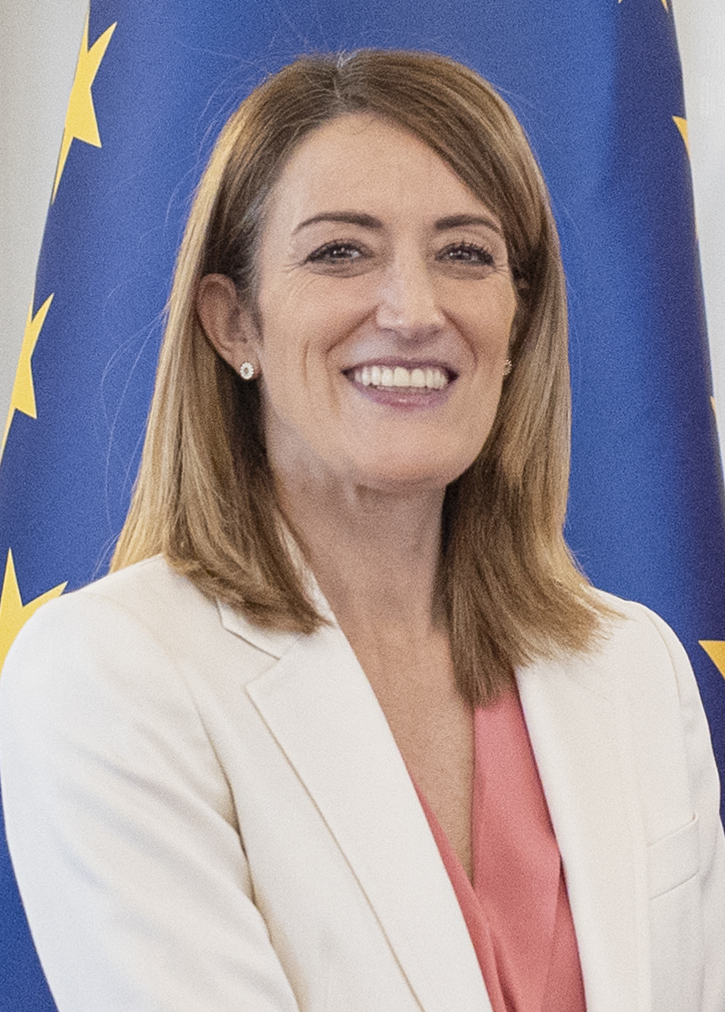
Roberta Metsola 2022-től a jelenlegi elnök.

Az Európai Parlament elnökeinek listája a következő:

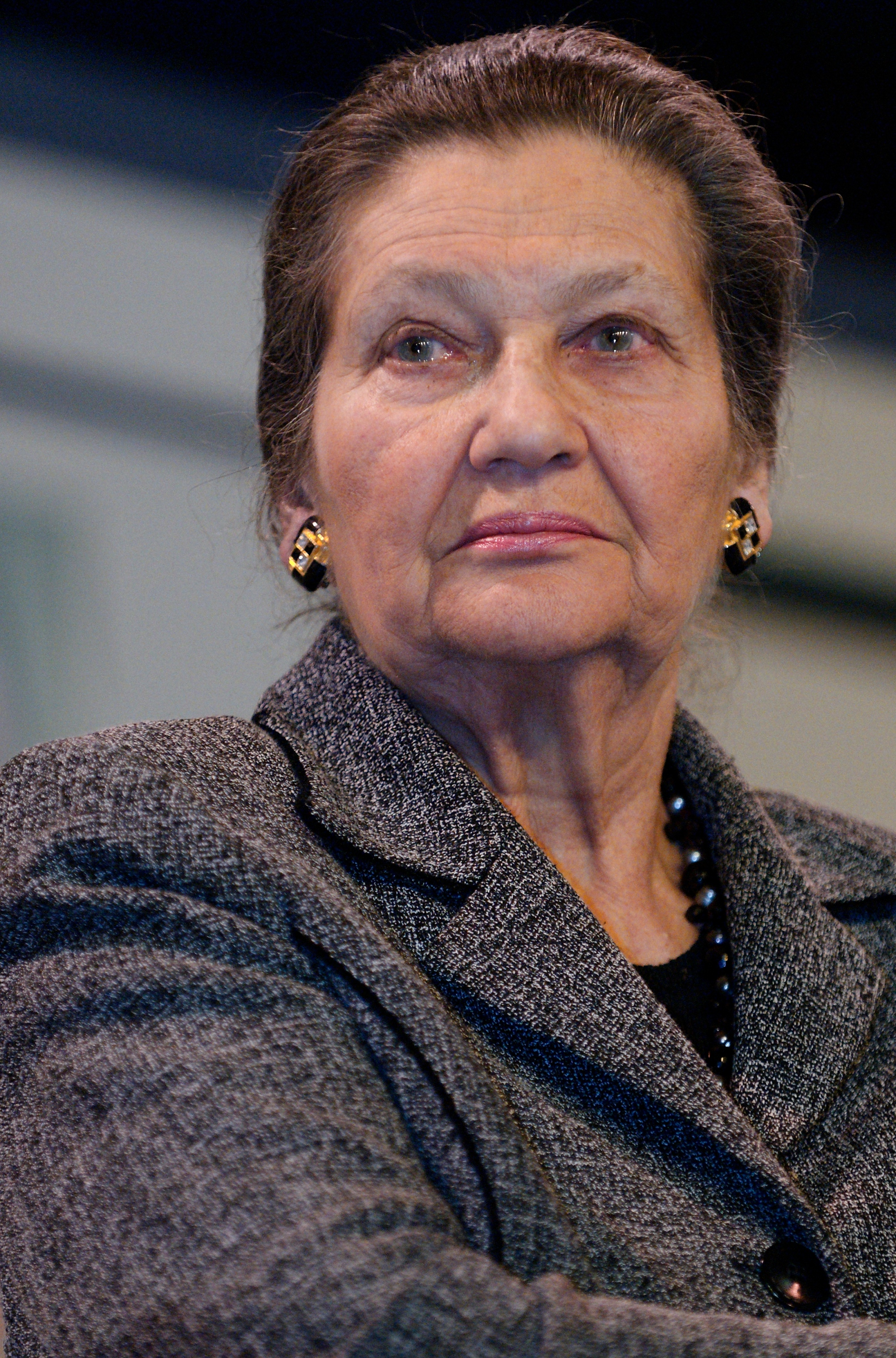
Simone Veil volt a közvetlenül megválasztott parlament első női elnöke (1979–1982)

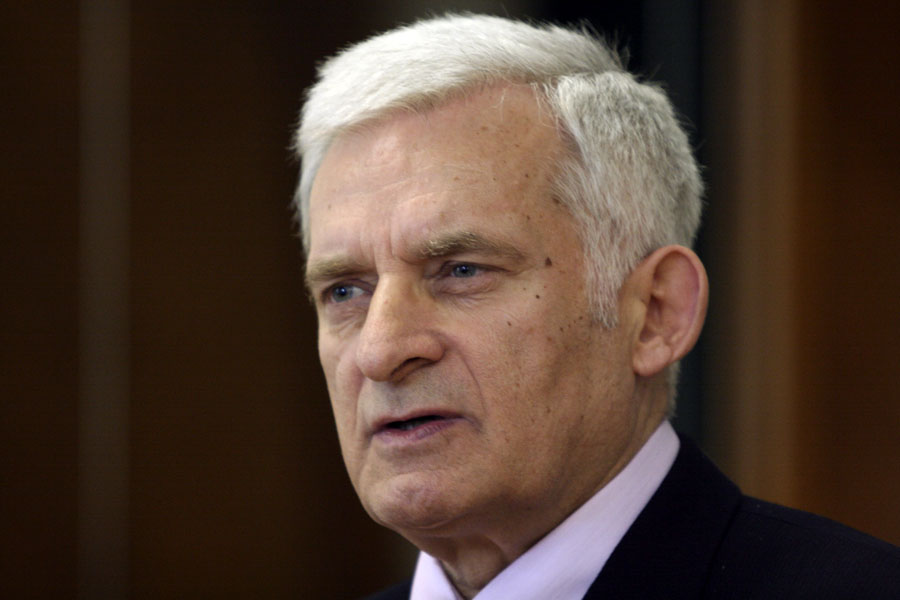
Jerzy Buzek (2009–2012) volt első, aki volt kommunista országból érkezett

| Hivatali ideje                             | Hivatali ideje                                            |                                                           | Név                                                       | Párt                                                      | Frakció                                                   | Ország                                                    |
| Az ESZAK Közgyűlés elnökei (1952–1958)     | Az ESZAK Közgyűlés elnökei (1952–1958)                    | Az ESZAK Közgyűlés elnökei (1952–1958)                    | Az ESZAK Közgyűlés elnökei (1952–1958)                    | Az ESZAK Közgyűlés elnökei (1952–1958)                    | Az ESZAK Közgyűlés elnökei (1952–1958)                    | Az ESZAK Közgyűlés elnökei (1952–1958)                    |
| ------------------------------------------ | --------------------------------------------------------- | --------------------------------------------------------- | --------------------------------------------------------- | --------------------------------------------------------- | --------------------------------------------------------- | --------------------------------------------------------- |
| 1952–1954                                  | 1952–1954                                                 | 1952–1954                                                 | Paul-Henri Spaak                                          | BSP-PSB                                                   | SOC                                                       | Belgium                                                   |
| 1954                                       | 1954                                                      | 1954                                                      | Alcide De Gasperi                                         | Olasz Kereszténydemokrata Párt (DC)                       | CD                                                        | Olaszország                                               |
| 1954–1956                                  | 1954–1956                                                 | 1954–1956                                                 | Giuseppe Pella                                            | Olasz Kereszténydemokrata Párt (DC)                       | CD                                                        | Olaszország                                               |
| 1956–1958 (1st)                            | 1956–1958 (1st)                                           | 1956–1958 (1st)                                           | Hans Furler                                               | CDU                                                       | CD                                                        | NSZK                                                      |
| A „Parlamenti Gyűlés” elnökei (1958–1962)  |                                                           |                                                           |                                                           |                                                           |                                                           |                                                           |
| 1958–1960                                  | 1958–1960                                                 | 1958–1960                                                 | Robert Schuman                                            | Mouvement Républicain Populaire, MRP                      | CD                                                        | Franciaország                                             |
| 1960–1962 (2nd)                            | 1960–1962 (2nd)                                           | 1960–1962 (2nd)                                           | Hans Furler                                               | CDU                                                       | CD                                                        | NSZK                                                      |
| A kinevezett parlament elnökei (1962–1979) |                                                           |                                                           |                                                           |                                                           |                                                           |                                                           |
| 1962–1964                                  | 1962–1964                                                 | 1962–1964                                                 | Gaetano Martino                                           | Partito Liberale Italiano, PLI                            | ELDR                                                      | Olaszország                                               |
| 1964–1965                                  | 1964–1965                                                 | 1964–1965                                                 | Jean Duvieusart                                           | Rassemblement wallon (RW)                                 | CD                                                        | Belgium                                                   |
| 1965–1966                                  | 1965–1966                                                 | 1965–1966                                                 | Victor Leemans                                            | CVP                                                       | CD                                                        | Belgium                                                   |
| 1966–1969                                  | 1966–1969                                                 | 1966–1969                                                 | Alain Poher                                               | MRP                                                       | CD                                                        | Franciaország                                             |
| 1969–1971                                  | 1969–1971                                                 | 1969–1971                                                 | Mario Scelba                                              | Olasz Kereszténydemokrata Párt (DC)                       | CD                                                        | Olaszország                                               |
| 1971–1973                                  | 1971–1973                                                 | 1971–1973                                                 | Walter Behrendt                                           | SPD                                                       | SOC                                                       | NSZK                                                      |
| 1973–1975                                  | 1973–1975                                                 | 1973–1975                                                 | Cornelis Berkhouwer                                       | VVD                                                       | LIB                                                       | Hollandia                                                 |
| 1975–1977                                  | 1975–1977                                                 | 1975–1977                                                 | Georges Spénale                                           | PS                                                        | SOC                                                       | Franciaország                                             |
| 1977–1979                                  | 1977–1979                                                 | 1977–1979                                                 | Emilio Colombo                                            | Olasz Kereszténydemokrata Párt (DC)                       | CD                                                        | Olaszország                                               |
| Term                                       | A közvetlenül megválasztott parlament elnökei (1979 után) | A közvetlenül megválasztott parlament elnökei (1979 után) | A közvetlenül megválasztott parlament elnökei (1979 után) | A közvetlenül megválasztott parlament elnökei (1979 után) | A közvetlenül megválasztott parlament elnökei (1979 után) | A közvetlenül megválasztott parlament elnökei (1979 után) |
| 1°                                         | 1979–1982                                                 |                                                           | Simone Veil (1927–2017)                                   | Union pour la Démocratie Française, UDF                   | ELDR                                                      | Franciaország                                             |
| 1°                                         | 1982–1984                                                 |                                                           | Piet Dankert (1934–2003)                                  | PvDA                                                      | PES                                                       | Hollandia                                                 |
| 2°                                         | 1984–1987                                                 |                                                           | Pierre Pflimlin (1907–2000)                               | UDF/Rassemblement pour la République, RPR                 | EPP                                                       | Franciaország                                             |
| 2°                                         | 1987–1989                                                 |                                                           | Henry Plumb (1925–2022)                                   | Konzervatívok                                             | ED                                                        | Egyesült Királyság                                        |
| 3°                                         | 1989–1992                                                 |                                                           | Enrique Barón Crespo (1944–)                              | PSOE                                                      | PES                                                       | Spanyolország                                             |
| 3°                                         | 1992–1994                                                 |                                                           | Egon Klepsch (1930–2010)                                  | CDU                                                       | EPP                                                       | Németország                                               |
| 4°                                         | 1994–1997                                                 |                                                           | Klaus Hänsch (1938–)                                      | SPD                                                       | PES                                                       | Németország                                               |
| 4°                                         | 1997–1999                                                 |                                                           | José María Gil-Robles (1935–2023)                         | PP                                                        | EPP                                                       | Spanyolország                                             |
| 5°                                         | 1999–2002                                                 |                                                           | Nicole Fontaine (1942–2018)                               | UMP                                                       | EPP-ED                                                    | Franciaország                                             |
| 5°                                         | 2002–2004                                                 |                                                           | Pat Cox (1952–)                                           | PD                                                        | ELDR                                                      | Írország                                                  |
| 6°                                         | 2004–2007                                                 |                                                           | Josep Borrell (1947–)                                     | PSOE                                                      | PES                                                       | Spanyolország                                             |
| 6°                                         | 2007–2009                                                 |                                                           | Hans-Gert Pöttering (1945–)                               | CDU                                                       | EPP–ED                                                    | Németország                                               |
| 7°                                         | 2009–2012                                                 |                                                           | Jerzy Buzek (1940–)                                       | PO                                                        | EPP                                                       | Lengyelország                                             |
| 7°                                         | 2012–2014                                                 |                                                           | Martin Schulz (1955–)                                     | SPD                                                       | S&D                                                       | Németország                                               |
| 8°                                         | 2014–2017                                                 |                                                           | Martin Schulz (1955–)                                     | SPD                                                       | S&D                                                       | Németország                                               |
| 8°                                         | 2017–2019                                                 |                                                           | Antonio Tajani (1953–)                                    | FI                                                        | EPP                                                       | Olaszország                                               |
| 9°                                         | 2019–2022                                                 |                                                           | David Sassoli (1956–2022)                                 | PD                                                        | S&D                                                       | Olaszország                                               |
| 9°                                         | 2022–2024                                                 |                                                           | Roberta Metsola (1979–)                                   | PN                                                        | EPP                                                       | Málta                                                     |
| 10°                                        | 2024–                                                     |                                                           | Roberta Metsola (1979–)                                   | PN                                                        | EPP                                                       | Málta                                                     |

## Lásd még
- Az Európai Bizottság elnökeinek listája
- Az Európai Tanács elnökeinek listája
- Az Európai Unió Bírósága elnökeinek listája
- Az Európai Számvevőszék elnökeinek listája
- Az Európai Unió története